# 주름버섯속

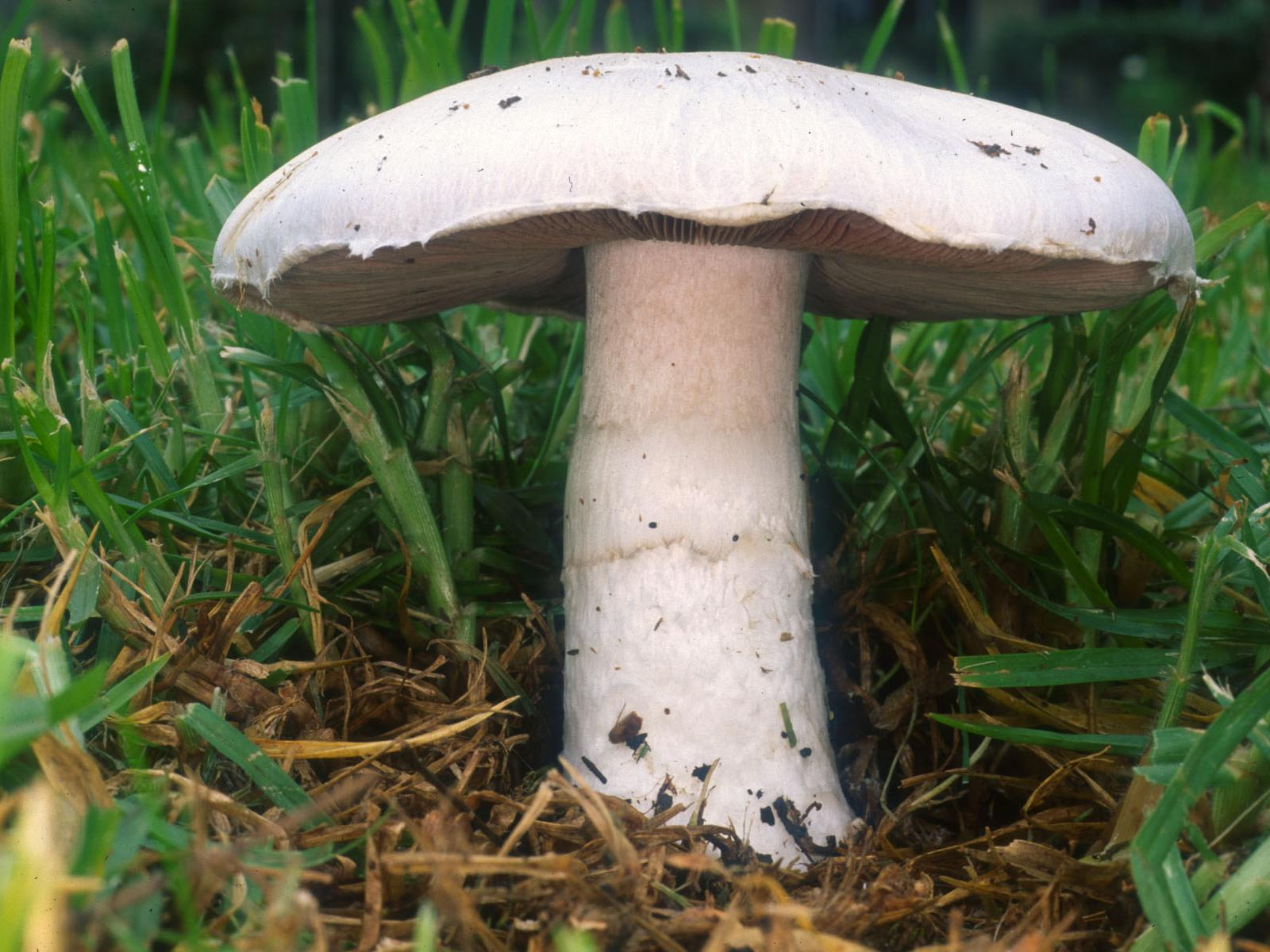

주름버섯속(Agaricus)은 1816년 브라질에서 처음 발견된 버섯으로, 1978년에 대한민국에 처음으로 수입되었다. 당뇨 예방, 다이어트, 피부미용에 좋은 것으로 알려져 있다.